# Xesús Rábade Paredes
Xesús Rábade Paredes (Seixas, Cospeito, Lugo, 1949) és un poeta, narrador i estudiós de la literatura.
Va estudiar la carrera de lletres a la Universitat de Santiago i va ser professor de gallec en l'ensenyament secundari. Membre fundador del PEN Clube de Galicia, Rábade Paredes ha publicat nombrosos llibres com Saraverde (1988), Branca de Loboso (1991), A palabra secreta (1989) o As sombras do barroco (1994), obtenint diversos premis. Va ser guardonat amb el Premi Galícia pels llibres No aló de nós i Morrer en Vilaquinte, elaborats conjuntament amb la seva esposa, Helena Villar Janeiro. També va rebre el XIII Premi Esquío amb el recull de poemes Poldros de música (1993). El 2006 va rebre el Premi Blanco Amor de novel·la llarga per l'obra Mentres a herba medra (2007).
Considerat com un poeta destacat del realisme social gallec, en les seves darreres publicacions poètiques la temàtica dominant és l'amor i l'erotisme.